# Hochindustrialisierung in Deutschland

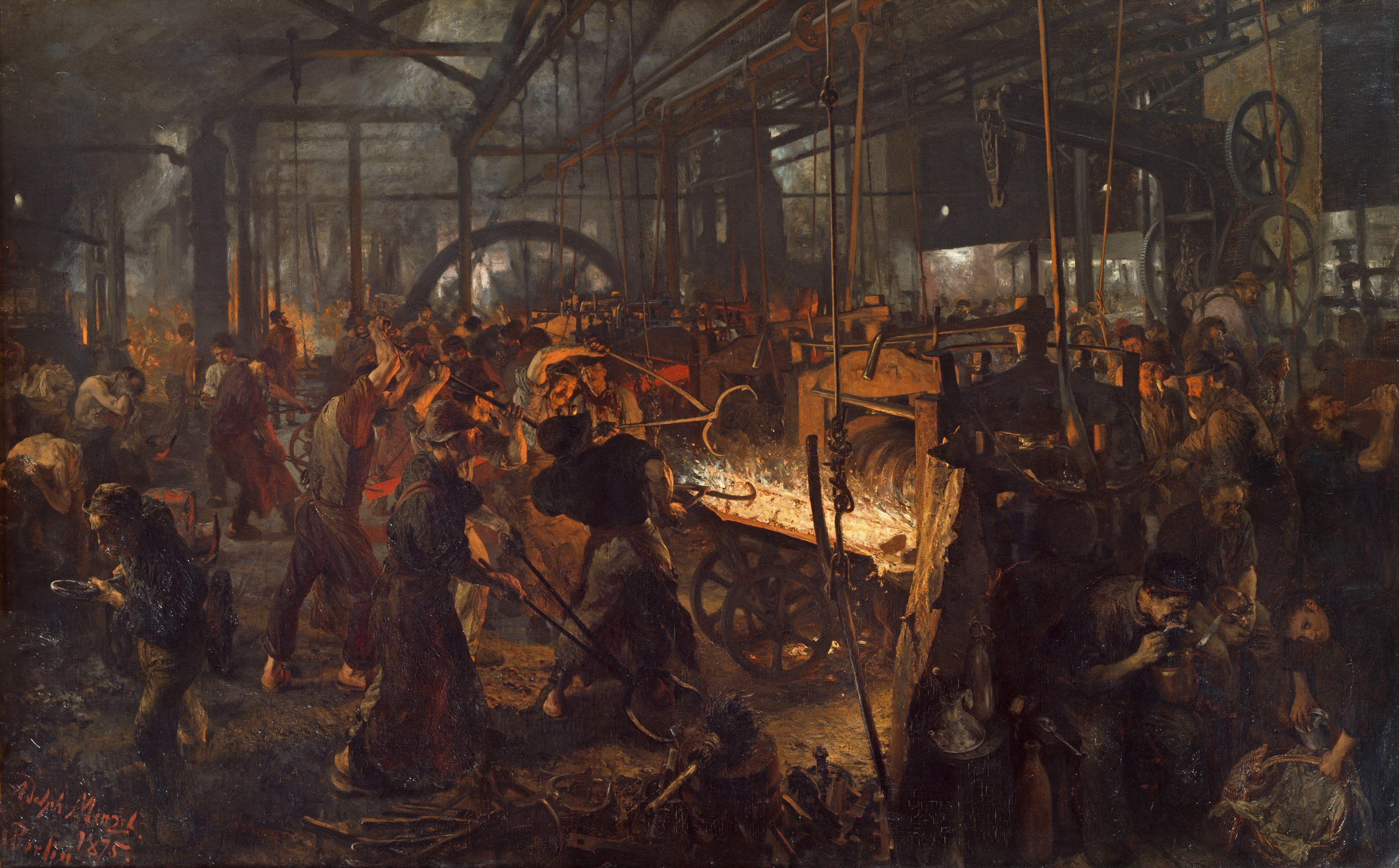
Eisenwalzwerk (Ölgemälde von Adolph Menzel 1872–1875)

Als Hochindustrialisierung in Deutschland wird die Phase der industriellen Entwicklung bezeichnet, während der sich Deutschland  zwischen 1871 (Gründung des deutschen Kaiserreichs) und 1914 von einem noch stark agrarisch geprägten Land in einen modernen Industriestaat verwandelte. In dieser sich teilweise mit der Gründerzeit überschneidenden Phase veränderten sich nicht nur die ökonomischen Strukturen, sondern der Prozess hatte auch direkte Auswirkungen auf die deutsche Gesellschaft. Die innerdeutschen Wanderungsbewegungen, eine verstärkte Urbanisierung und die Bildung sozialer und vorwiegend marktbedingter Klassen sind auf die Hochindustrialisierung zurückzuführen. Indirekt hatte die Entwicklung Auswirkungen auch auf die politische Kultur (Entstehung der politischen Volksparteien und Interessenverbände) und das kulturelle Leben (etwa Jugendbewegung als Protest gegen die Modernisierung).

## Zeitliche Abgrenzung
Während dem Beginn der Industriellen Revolution oder die Phase des „take off“ (Walt Rostow) in der wirtschaftsgeschichtlichen Forschung umstritten ist, herrscht weitgehend Einigkeit über die zeitliche Abgrenzung der Hochindustrialisierung. Diese folgt der Frühindustrialisierung (etwa vom Beginn bis zur Mitte des 19. Jahrhunderts) und der Phase des industriellen Durchbruchs (industrielle Revolution etwa vom Beginn der 1850er bis Anfang der 1870er Jahre) und ist daher mit dem Anfang des Kaiserreichs in etwa gleichzusetzen.
Die Zeit der deutschen Hochindustrialisierung begann demnach um 1871 und war 1914, als mit dem Beginn des Ersten Weltkriegs die Umstellung auf eine Kriegsökonomie erfolgte, praktisch abgeschlossen.
Teilweise wird die Phase der Hochindustrialisierung auch als Zweite industrielle Revolution bezeichnet. Andere setzen diesen Begriff mit der Automatisierung des Produktionsprozesses (Fließbandfertigung) gleich.

## Wirtschaft
Insgesamt erlebte die Wirtschaft des Kaiserreichs in dieser Zeit ihr „erstes Wirtschaftswunder“ (Hans-Ulrich Wehler). Vor allem gegenüber dem Industriepionier Großbritannien baute die deutsche Industrie ihre Position erkennbar aus. Der Deutsche Bund kam zu Anfang der 1860er Jahre auf einen Anteil von nur 4,9 % an der Weltindustrieproduktion und lag damit hinter Großbritannien (annähernd 20 %) weit zurück. Zwischen 1880 und 1900 lag das Kaiserreich im Vergleich der Industrieländer bereits an dritter Stelle. Im Jahr 1913 hatte Deutschland mit 14,8 % Großbritannien (13,6 %) überholt und lag hinter den USA (32 %) auf dem zweiten Platz. Beim Handel lag Deutschland 1913 etwas hinter Großbritannien und vor den USA. Ähnlich positiv entwickelte sich auch das Bruttosozialprodukt während des Kaiserreichs.

### Konjunkturverlauf

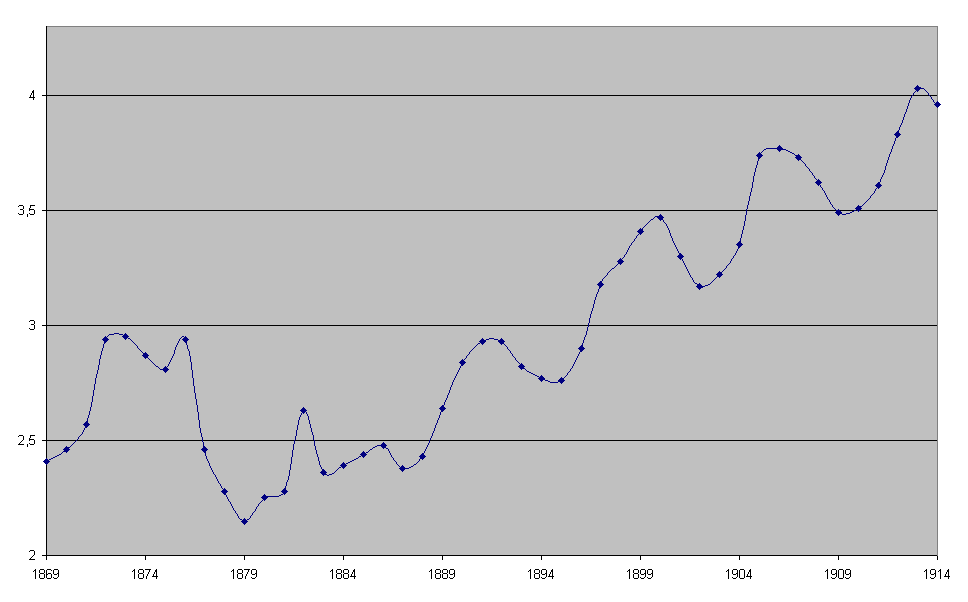
Konjunkturverlauf 1869–1914 am Beispiel der Löhne im Sauerländer Bergbau (in Mark pro Tag)

Die Jahrzehnte zwischen der Reichsgründung und dem Ersten Weltkrieg waren insgesamt von einer dynamischen Entwicklung geprägt; gleichwohl kam es in dieser Zeit zu erheblichen konjunkturellen Schwankungen. Die wirtschaftlichen Krisen dieser Zeit konnten die Entwicklung zum Industriestaat zwar nicht mehr rückgängig machen, hatten aber doch erhebliche wirtschaftliche, soziale und politische Folgen. Auf den Gründerboom von 1867 bis 1873 folgte eine teilweise als Weltwirtschaftskrise oder Gründerkrise bezeichnete Phase, die bis 1879 anhielt. In dieser Zeit wies die Wirtschaft in Deutschland und in anderen Staaten eine Halbierung des Wachstums auf. Teilweise kam es auch zu Produktionsrückgängen. Ein Indiz für die Krise war, dass der Eisenverbrauch in Deutschland um die Hälfte zurückging und die Bergarbeiterlöhne um die Hälfte sanken. Nach einer kurzen Erholung von 1879 bis 1882 folgte eine weitere, etwas schwächere Depressionsphase, die bis 1886 andauerte.
Fast alle gesellschaftlichen Teilbereiche und Gruppen wurden von dieser Krise in Mitleidenschaft gezogen und so verstärkte sich die Skepsis gegenüber der industriellen Entwicklung deutlich.
In den folgenden vier Jahren bis 1890 setzte erneut eine Periode stärkeren Wachstums ein. Dies gilt insbesondere für das Jahr 1889. Anschließend folgte bis 1895 noch einmal eine Phase des schwächeren Wachstums, ehe sich eine Zeit der Hochkonjunktur durchsetzte. Diese wurde mehrfach, etwa 1900 bis 1902 sowie 1907–1908, von kurzen Depressionsphasen unterbrochen, diese hatten allerdings nicht die Dauer und Folgen wie die Krisen vor den 1890er Jahren. In den Aufschwungjahren zwischen 1895 und 1913 stiegen die Nettoinvestitionen jährlich um durchschnittlich 15 %. Am Ende des Kaiserreichs deutete sich seit 1914 erneut eine Depressionsphase an, ehe mit dem Ausbruch des Ersten Weltkrieges ökonomische Sonderbedingungen einsetzten.
Neben der Industrie war insbesondere die Landwirtschaft von den Krisen betroffen. War Deutschland bis zur Gründung des Kaiserreichs ein Getreideausfuhrland, musste seit 1876 fast ständig Getreide importiert werden. Mit der verstärkten Einbindung des Agrarsektors in den Weltmarkt, insbesondere durch die Konkurrenz der USA und Russlands, sanken gleichzeitig die möglichen Gewinne deutlich.

### Wirtschaftssektoren
| Erwerbstätige und Angehörige in % der Gesamtbevölkerung | Erwerbstätige und Angehörige in % der Gesamtbevölkerung | Erwerbstätige und Angehörige in % der Gesamtbevölkerung | Erwerbstätige und Angehörige in % der Gesamtbevölkerung |
| ------------------------------------------------------- | ------------------------------------------------------- | ------------------------------------------------------- | ------------------------------------------------------- |
| Wirtschaftssektor                                       | 1882                                                    | 1895                                                    | 1907                                                    |
| Landwirtschaft                                          | 41,6                                                    | 35,0                                                    | 28,4                                                    |
| Industrie/Handwerk                                      | 34,8                                                    | 38,5                                                    | 42,2                                                    |
| Handel/Verkehr                                          | 9,4                                                     | 11,0                                                    | 12,9                                                    |
| Häusliche Dienste                                       | 5,0                                                     | 4,3                                                     | 3,3                                                     |
| Öffentl. Dienst/freie Berufe                            | 4,6                                                     | 5,1                                                     | 5,2                                                     |
| Berufslose/Rentner                                      | 4,7                                                     | 6,1                                                     | 8,1                                                     |
| Quelle: Sozialgeschichtliches Arbeitsbuch, Bd. 2, S. 66 |                                                         |                                                         |                                                         |

Noch zu Beginn des Kaiserreichs bildete die Landwirtschaft den stärksten wirtschaftlichen Sektor im Deutschen Reich. 1873 hatte der Anteil des primären Sektors am Nettoinlandsprodukt bei 37,9 % und der der Industrie bei 31,7 % gelegen. 1889 war der Gleichstand erreicht; 1895 kam die Landwirtschaft nur noch auf 32 %, der sekundäre Sektor aber auf 36 %. Diese Veränderung spiegelte sich auch in der Entwicklung der Beschäftigungsverhältnisse wider. Lag die Relation der landwirtschaftlich Berufstätigen gegenüber denen in Industrie, Verkehr und Dienstleistungssektor 1871 noch bei 8,5 Millionen zu 5,3 Millionen, betrug das Verhältnis 1880 9,6 zu 7,5 Millionen und 1890 9,6 zu 10 Millionen. Im Jahr 1910 zählte man 10,5 Millionen Beschäftigte in der Landwirtschaft, hingegen in Industrie, Verkehr und Dienstleistungsberufen 13 Millionen Arbeitnehmer. Die Zahl der landwirtschaftlich Beschäftigten war damit zwar leicht gestiegen, blieb aber deutlich hinter der Entwicklung der übrigen Sektoren zurück. Bemerkenswert ist auch die Verdoppelung der Gruppe der Beruflosen, Pensionäre und Rentner in dieser Periode, die in erster Linie auf die Sozialpolitik seit Bismarck sowie auf die gestiegene Lebenserwartung zurückging.
Innerhalb der Landwirtschaft ergaben sich Strukturveränderungen. So bildete sich insbesondere in Pommern eine Schicht bürgerlicher Gutsbesitzer heraus, die Güter aus adeligem Besitz erworben hatten und diese im bürgerlichen Milieu weiterverkauften. Auch in den Erbteilungsgebieten im Westen nahm im Kaiserreich der Handel mit landwirtschaftlichen Flächen stark zu. Dort war häufig die Aufgabe der oft kleinen Betriebe und die Abwanderung der ehemaligen Bauern in die Industrie der Hintergrund. Zudem entstand in der Nähe der Zentren von Industrie und Bergbau eine Nachfrage nach Gärten und kleinen Flächen für den landwirtschaftlichen Nebenerwerb. Um 1900 herum stiegen die Preise für Agrarland deutlich. Gründe sind die deutliche Ertragssteigerung unter anderem durch Kunstdünger, der bessere Marktzugang über leistungsfähige Verkehrswege und die Zollgesetzgebung von 1902. Im Deutschen Reich begann sich die Agrarpolitik zudem auf den Erhalt und die Förderung bäuerlicher Familienbetriebe auszurichten.

### Industrie und Bergbau

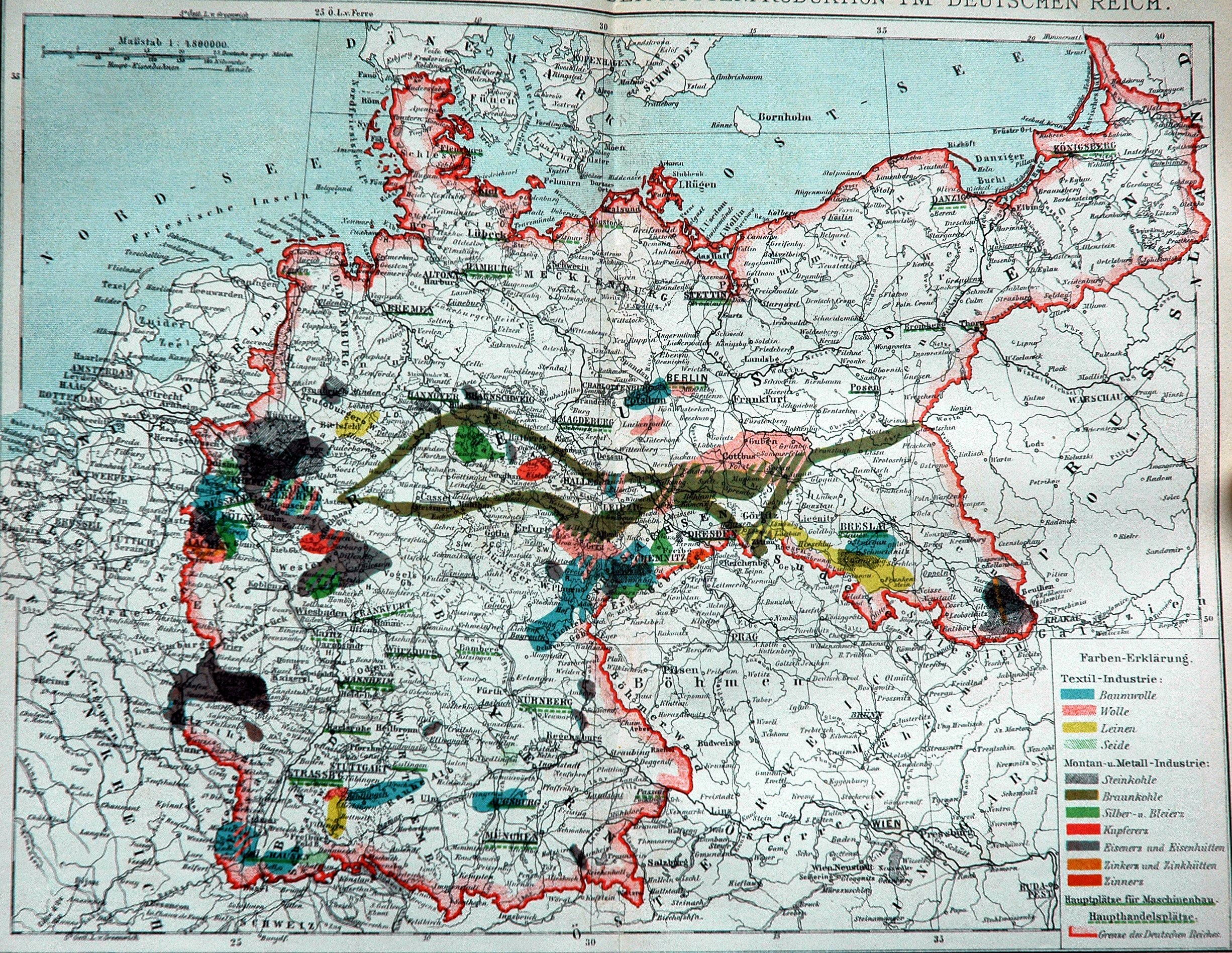
Verteilung der gewerblichen Wirtschaft um 1890

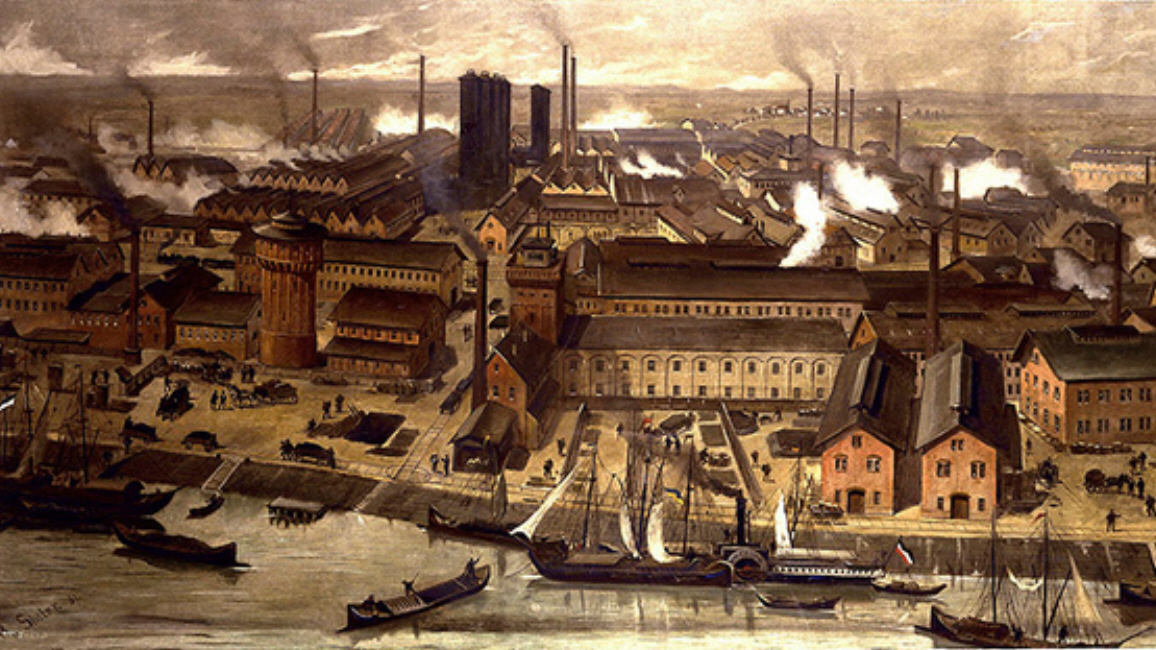
BASF Werk Ludwigshafen, 1881

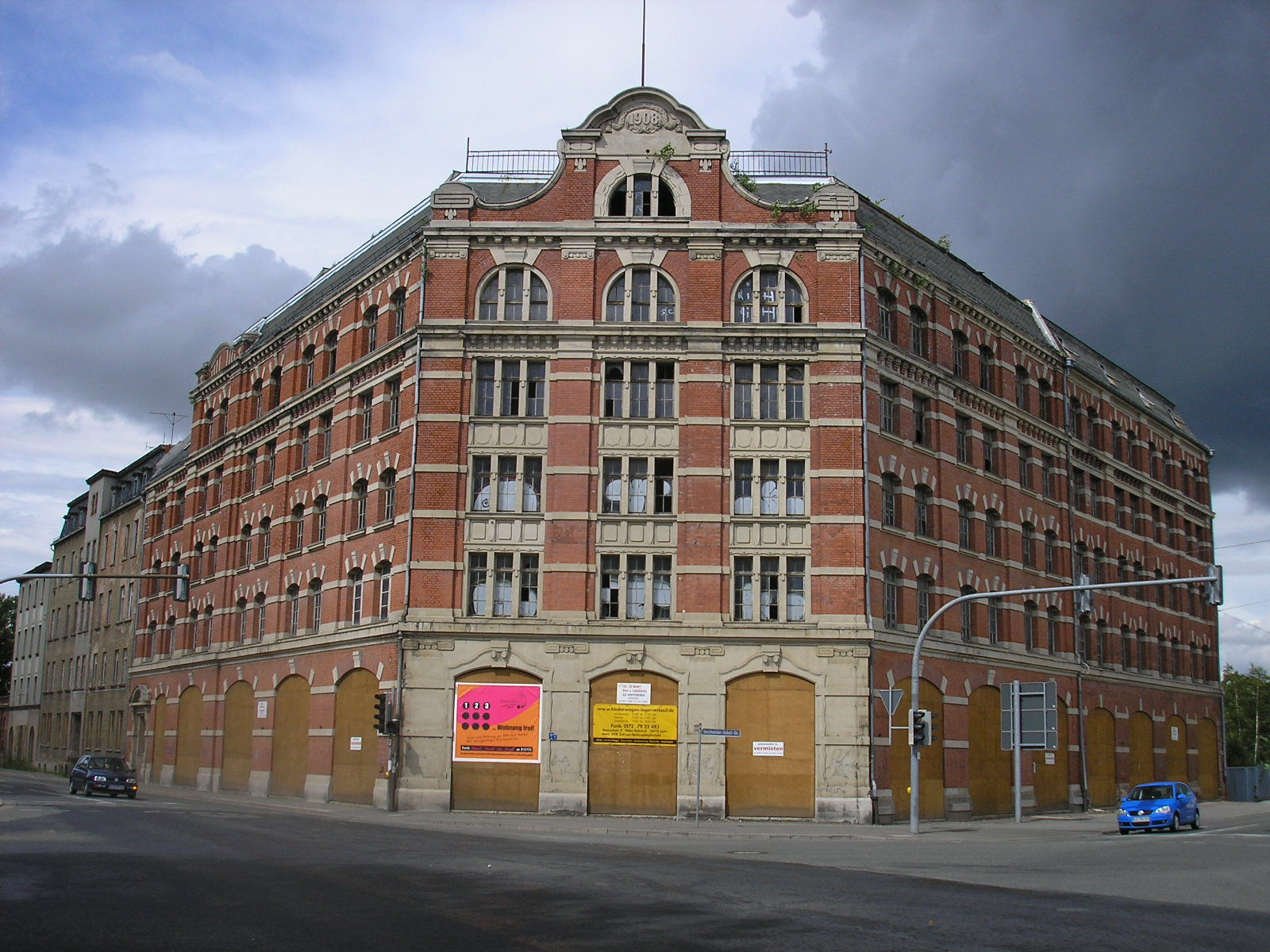
Mitteldeutsche Textilindustrie: Gebäude in Zeitz von 1908

Während des Kaiserreichs kam es zu einer erheblichen Verschiebung der industriellen Leitbranchen. Diese waren bislang vor allem die Textilindustrie, die Eisenindustrie, der Bergbau und der Eisenbahnbau. Innerhalb der Textilindustrie verloren ehemals wichtige Teilbereiche wie die Leinenherstellung rapide an Bedeutung. Daneben büßten auch der gesamte Wirtschaftssektor der Textilherstellung und der Eisenbahnbau relativ betrachtet ihre Leitstellung ein. Flossen im Eisenbahnbau bis 1879 noch 25 % der Nettoinvestitionen in diesen Bereich, so waren es zwischen 1885 und 1889 nur noch knapp sechs Prozent.
Auch wenn andere Branchen relativ gesehen stärker wuchsen, war die Hochindustrialisierung in starkem Maße von der Montanindustrie geprägt. Allein zwischen 1907 und 1913 wuchs die Steinkohleförderung von 143 auf 191 Millionen Tonnen (also um ein Drittel) an. Insgesamt verzehnfachte sich im Ruhrgebiet zwischen 1875 und 1913 die Förderung. Die Zahl der Beschäftigten stieg von 1870 bis 1913 von etwas mehr als 50.000 auf über 440.000 Mann und gleichzeitig wuchs die durchschnittliche Belegschaftsstärke je Zeche von etwa 400 auf über 2500 Bergleute an. Damit baute diese Region ihre Führungsrolle vor Oberschlesien und dem Saarland aus. Trotz dieses Aufschwungs war die technologische Innovation in diesem Bereich relativ gering und die Produktivität pro Bergmann war – im Gegensatz etwa zum Erzbergbau 1913 – kaum höher als zu Beginn der 1880er Jahre. Daher blieben die Zechen angewiesen auf die anhaltende Zuwanderung von Arbeitskräften, insbesondere der als Ruhrpolen bezeichneten Arbeiter polnischer Herkunft. Der Steinkohlebergbau war vor dem Ersten Weltkrieg die größte Zusammenballung ungelernter Arbeitskräfte. Das größte Bergwerksunternehmen war die Gelsenkirchener Bergwerks-AG (GBAG) mit zahlreichen Zechen. Ähnlich gegliederte privatrechtliche Bergbaukonzerne waren die Harpener Bergbau AG, die Hibernia AG oder der Mülheimer Bergwerks-Verein. Im Saarland wurde der Bergbau zu einem beträchtlichen Teil vom preußischen Staat selbst betrieben, während es in Oberschlesien neben staatlichen Zechen auch solche gab, die von einigen der großen ostelbischen Grundbesitzer gegründet worden waren. Eine der größten war die Vereinigte Königs- und Laurahütte in Oberschlesien, mit 21.000 Beschäftigten ein bedeutendes deutsches Unternehmen.

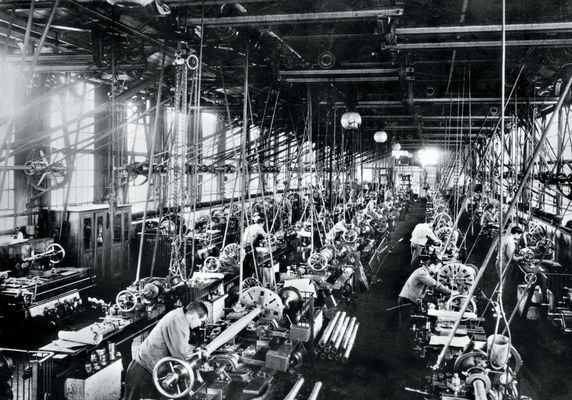
Mechanische Werkstatt bei Krupp mit Riemenantrieben (Trans-
missionen) der Maschinen, um 1900

Ein wesentliches Kennzeichen der Entwicklung war die enge Verbindung von Bergbau und Rohstoffverarbeitung. Es entstanden große, vertikal integrierte Montankonzerne wie Thyssen, Krupp, Phoenix, Hoesch, die Gutehoffnungshütte, der Bochumer Verein oder die Deutsch-Luxemburgische Bergwerks- und Hütten-AG, die sämtliche Wertschöpfungsstufen der Montanindustrie abdeckten.
In der Eisen- und Stahlindustrie ließen neue Produktionsverfahren (z. B. Thomasverfahren, Siemens-Martin-Öfen) die Produktivität um das Zehn- und in der Stahlindustrie gar um das 25-fache ansteigen. Die Beschäftigtenzahlen im Bereich der Metallerzeugung stiegen von 43.000 im Jahr 1849 auf 443.000 1913 an. In diesem Bereich war die Betriebsgröße und der örtliche Konzentrationsgrad höher als in fast allen anderen Wirtschaftsbereichen. In den 50 größten Betrieben waren 45 % sämtlicher Arbeitnehmer in diesem Bereich beschäftigt. Innerhalb der Branche nahm die Bedeutung der Stahlerzeugung gegenüber der Eisenerzeugung deutlich zu, und noch stärker wuchsen die Walzwerks- und Gusswarenproduktion. Die Walzwerksproduktion allein machte kurz vor dem Ersten Weltkrieg etwa 44 % der Gesamtproduktion dieses Wirtschaftsbereichs aus.
Seit den 1890er Jahren setzten sich mit der Elektrotechnik, dem Maschinenbau und der Großchemie neue Leitsektoren durch.

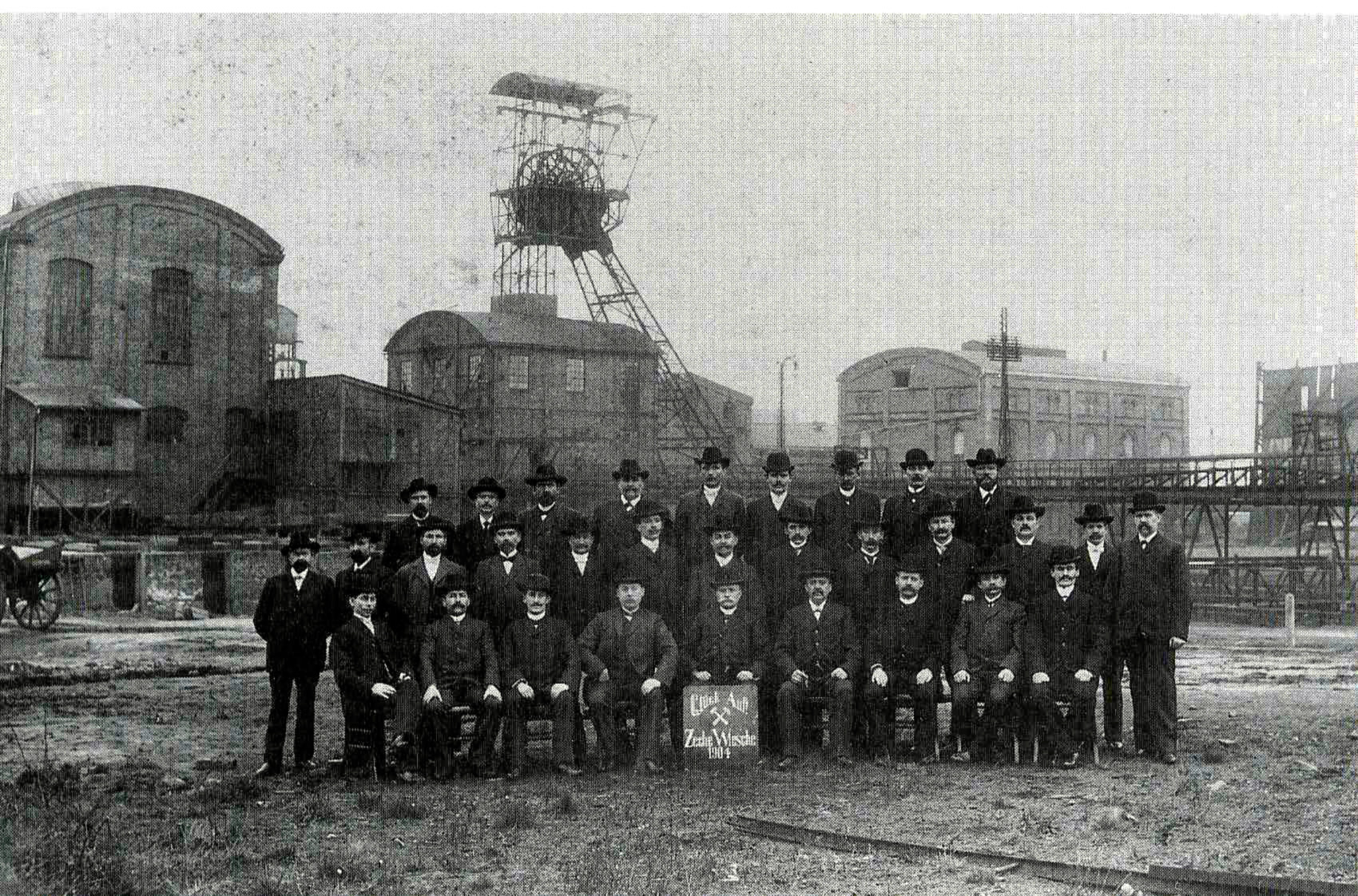
Eigentümergemeinschaft Zeche Wiesche in Mülheim an der Ruhr (um 1904)

Die Metallverarbeitende Industrie hatte – unter Einschluss des Maschinenbaus – vor allem beim Lokomotiv- und Dampfmaschinenbau seit Beginn der Industrialisierung eine wichtige Rolle gespielt. Während der Hochindustrialisierung kamen neue Produkte hinzu und die Zahl der Firmen und Beschäftigten wuchs stark an. Teilweise waren diese Bestandteil der Montankonzerne, aber auch außerhalb davon existierten bedeutende Unternehmen. Zwar gab es einige Hauptstandorte des Maschinenbaus wie Berlin (Borsig, Schwartzkopff), Chemnitz (Hartmann, Wanderer), Augsburg und Nürnberg (MAN), Leipzig (Pittler), Hannover (Hanomag), Mannheim (Benz), Köln (Deutz) oder Breslau (Kemna), aber kennzeichnend war insgesamt die relativ geringe örtliche Konzentration. In diesem Bereich gab es zwar auch einige Großbetriebe, prägend waren aber eher mittlere Unternehmen. Nicht zuletzt der Bau von Verbrennungsmotoren und Automobilen erfuhr eine beachtliche Bedeutung. Im Jahr 1912 erreichte die deutsche Automobilproduktion eine Stückzahl von über 16.000 Personenwagen. Größter Produzent war Opel in Rüsselsheim mit etwa 3000 Fahrzeugen.
Der Erfolg der Chemieindustrie beruhte in einem hohen Maße auf der Beschäftigung firmeneigener, an Universitäten ausgebildeter Chemiker. So beschäftigten allein die Bayer-Werke in Leverkusen im Jahr 1914 über 600 Chemiker. Auf dieser Basis entstanden innovative Produkte und die deutsche Chemieindustrie war zusammen mit den Firmen in der Nordschweiz vor dem Ersten Weltkrieg führend in diesem Bereich. Auf den Weltchemieexport entfielen 1913 auf Deutschland 28 Prozent, Großbritannien lag mit 16 Prozent auf dem zweiten Platz.
Das schnellste Wachstum nach der deutschen Reichsgründung 1871 wies jedoch die Elektroindustrie auf. Als ein seit 1847 bestehendes Pionierunternehmen konnte Siemens & Halske (S & H) im Deutschen Reich lange Zeit die führende Stellung behaupten, bis Emil Rathenau 1883 die „Deutsche Edison-Gesellschaft für angewandte Elektricität“ gründete, aus der wenige Jahre später die AEG hervorging. Für das aufstrebende Gebiet der drahtlosen Nachrichtenübermittlung (Funkentelegrafie) schufen 1903 die beiden Konkurrenten S & H und die AEG das Gemeinschaftsunternehmen Telefunken. Siemens allein beschäftigte 1913 in Deutschland 57.000 Arbeitnehmer und im Ausland noch einmal 24.000. Siemens nahm zusammen mit der AEG bald die führende Rolle auf dem Weltmarkt ein. Konzentriert war dieser Industriezweig in Berlin, wo etwa 60 % der Beschäftigten tätig waren.
Der Bedarf der Industrie nach Energie und die zunehmende Elektrifizierung auch der Wohnungen führten zur Entstehung von Energiekonzernen wie dem RWE oder dem EW, die sich den Markt entlang ihrer meist durch staatliche Konzessionen und Lieferverträge mit lokalen Verwaltungen abgegrenzten Einflussgebiete aufteilten.
Die Wachstumswerte sagen allerdings nur bedingt etwas über die industrielle Struktur aus. In den Jahren 1911/13 arbeiteten von allen Beschäftigten des sekundären Sektors 15,7 % in der Metallverarbeitung (1875 11,1 %), im Bergbau waren 7,4 % (5,3 %), in der Metallerzeugung 3,7 % (2,7 %) und in der chemischen Industrie 2,3 % (1,2 %) tätig. Mit sinkender Tendenz, doch noch immer stark, war die Bekleidungsherstellung mit 13,3 % (19,8 %) und relativ stabil die Nahrungs- und Genussmittelproduktion mit 11,8 % (12,4 %). Stark verloren hatte die Textilherstellung 9,5 % (17,1 %)

### Betriebsstrukturen

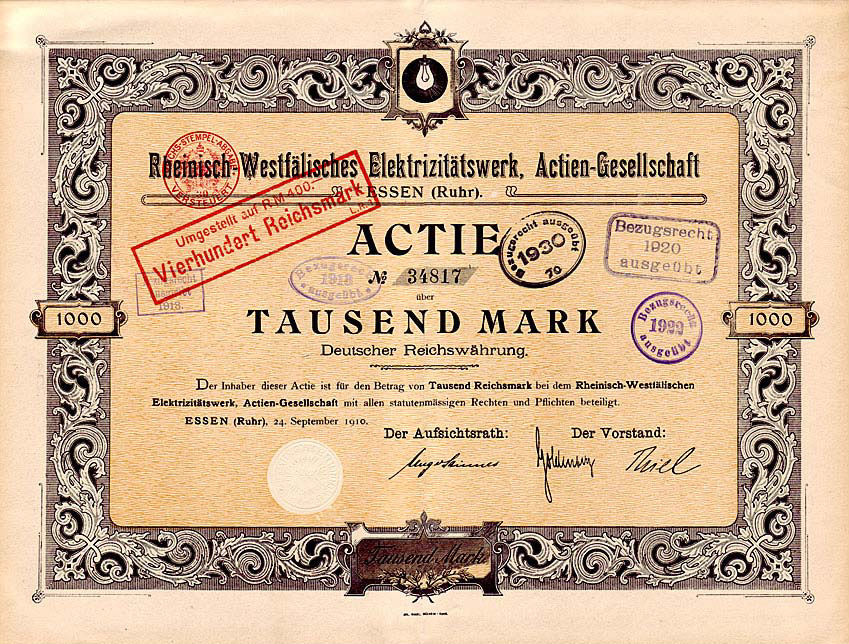
RWE-Aktie von 1910

Während der Hochindustrialisierung wurde die zentralisierte Fabrik eindeutig die dominierende Betriebsform in Deutschland. Waren 1873 erst etwa ein Drittel aller gewerblich Beschäftigten in dieser Unternehmensform tätig, so lag die Zahl um 1900 bereits bei 66 %. Gleichzeitig veränderte sich auch die Struktur der Betriebe deutlich. Waren 1875 64 % aller Arbeitnehmer in Betrieben mit weniger als 5 Beschäftigten tätig, lag dieser Anteil 1907 nur noch bei 32 %. Dagegen waren nunmehr 26 % in Firmen mit 5 bis 50 Mitarbeitern und 37 % in „Großbetrieben“ zwischen 50 und 1000 Beschäftigten tätig. In noch größeren Betrieben mit mehr als 1000 Beschäftigten waren es 5 % und nur wenige Unternehmen erreichten tatsächlich diese gewaltigen Ausmaße. Zu ihnen gehörte etwa die Firma Krupp, die bereits 1887 21.000 Beschäftigte zählte. Am größten war der Anteil der Groß- und Riesenbetriebe im Bergbau und in der Eisen- und Stahlindustrie, es folgten Maschinenbau, Elektro- und Chemieindustrie sowie die Textilherstellung. Am geringsten waren der Anteil in der Leder-, Holz-, Nahrungsmittelindustrie sowie im Bekleidungs- und Reinigungsgewerbe. In direktem Zusammenhang mit der Betriebsgröße stand die Rechtsform der Unternehmen. Von den 100 größten Industrieunternehmen waren 4/5 bereits Aktiengesellschaften.
Ein weiteres Kennzeichen der Entwicklung war die zunehmende Unternehmenskonzentration. Es bildeten sich Konzerne, entweder durch Zusammenschluss vergleichbarer Unternehmen oder durch Zukauf vor- oder nachgelagerter Produktionsstätten. Ein Beispiel sind Stahlwerke, die Kohlegruben erwarben oder Brikettfabriken und Walzwerke errichteten. Daneben entstanden Kartelle, die die Märkte durch Preisabsprachen, Festlegung von Produktionsmengen oder ähnlichen Vereinbarungen organisierten. Am erfolgreichsten waren das Rheinisch-Westfälische Kohlensyndikat, das Rheinisch-Westfälische Roheisensyndikat, der Stahlwerksverband oder – im Bereich der Chemie – der „Dreiverband“ (BASF, Bayer, Agfa). Auch die Firmen Hoechst, Cassella und Kalle schlossen sich zusammen. Für bestimmte Produkte bestanden zwischen beiden Gruppen jedoch Kartellverträge, so dass sich die spätere I.G. Farben bereits andeutete. Dennoch blieb die Wirkung der Kartelle begrenzt, sie modifizierten den Wettbewerb, ohne ihn gänzlich auszuschalten.
Durch die wachsende Betriebsgröße nahm vor allem in den Großbetrieben die Zahl der Angestellten („Privatbeamte“) deutlich zu und die Führung der Unternehmen ging tendenziell von den Gründerunternehmern auf angestellte Manager über. Vor allem in den Großbetrieben entstand eine innerbetriebliche Sozialpolitik mit dem Ziel, die Arbeiter an den Betrieb zu binden und von der Sozialdemokratie fernzuhalten. Diese Politik erwies sich als durchaus erfolgreich. So sahen sich die Arbeiter der Firma Krupp tatsächlich nicht selten vor allem als „Kruppianer.“ Entsprechend schwach waren hier auch die Organisationsmöglichkeiten der Gewerkschaften.
Allerdings verschwanden ältere Strukturen nicht vollständig. So konnte sich etwa das Heimgewerbe in einigen Gebieten und Branchen halten. Im Bereich der Zigarrenindustrie, aber vor allem im städtischen Konfektions- und Reinigungsgewerbe, expandierte das Heimgewerbe sogar. Auch das Handwerk passte sich insgesamt gesehen erfolgreich den neuen industriegesellschaftlichen Bedingungen an. An die Stelle der Produktion trat dabei nicht selten das Reparaturgewerbe (z. B. Schuhmacher oder Schneider). Andere ältere Gewerbe, wie das Bauhandwerk oder die Nahrungsmittelproduktion, profitierten sogar direkt von der steigenden Nachfrage.

### Handel, Verkehr und Dienstleistungssektor

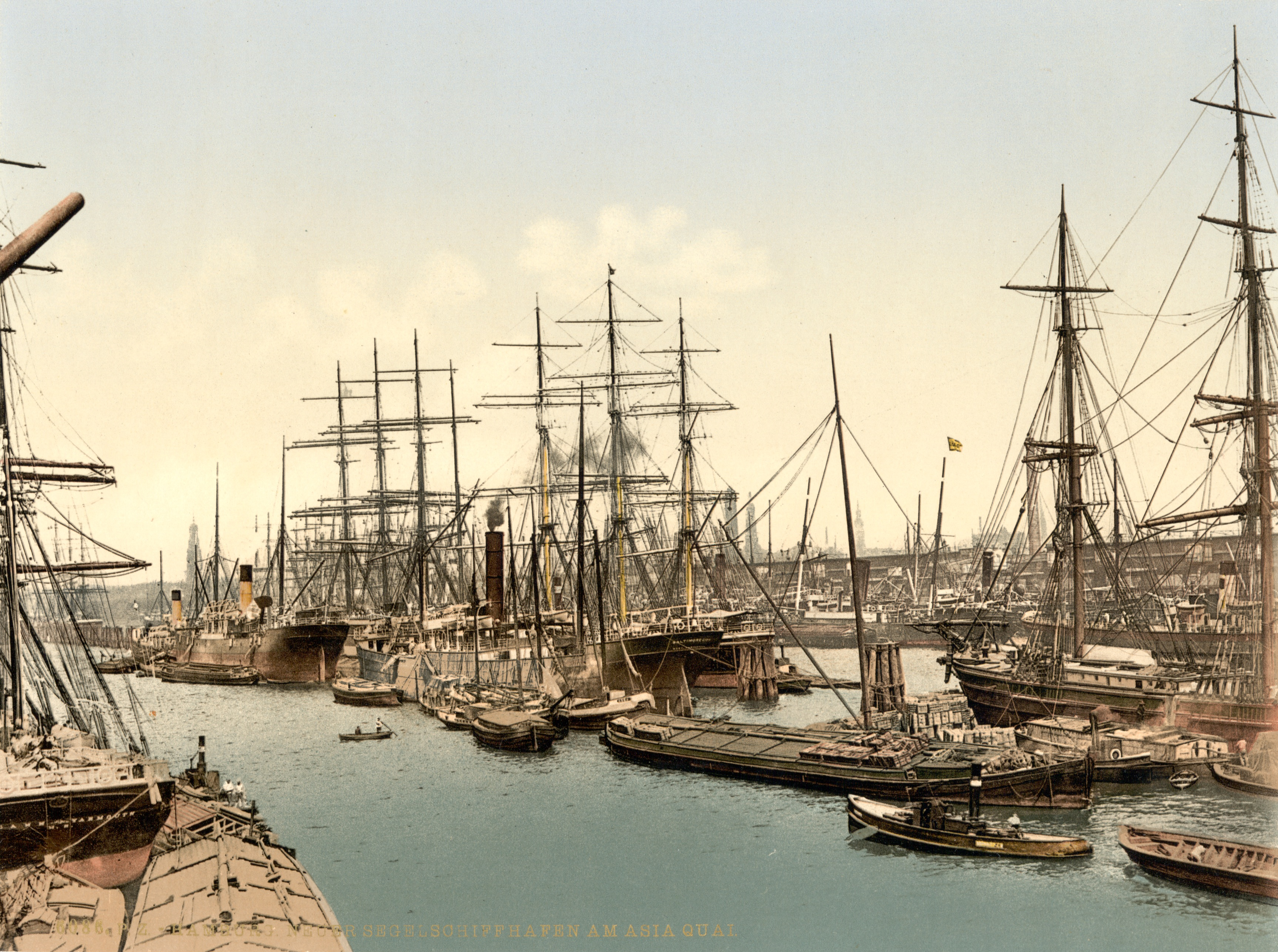
Hamburg Segelschiffhafen am Asiakai (um 1890–1900)

Neben der Privatwirtschaft entwickelte sich während des Kaiserreichs verstärkt ein öffentlicher Dienstleistungssektor. Seit den 1870er Jahren wurden die Eisenbahnen in Deutschland, insbesondere in Preußen, weitgehend verstaatlicht. Ihr Schienennetz wuchs zwar nicht mehr so stark wie in den Jahrzehnten zuvor, aber die Beförderungsleistungen nahmen deutlich zu. Gerade auch in der hochmodernen Nachrichtentechnik wie Telegrafen-, Post- und immer stärker auch dem Telefondienst war die Öffentliche Hand aktiv. Dies hatte zur Folge, dass auch der öffentliche Beschäftigungssektor erheblich anwuchs. Neben die relativ kleine Zahl von Verwaltungsbeamten traten Millionen von Postbediensteten und Eisenbahnern als Arbeiter oder Unterbeamte.
Mit der Urbanisierung wuchs auch die Bedeutung des Einzelhandels. Es entstanden „Kolonialwarenläden“ und Spezialgeschäfte. Vor allem in den Großstädten wurden die ersten Warenhäuser gegründet. Genossenschaften und Einheitspreisgeschäfte verstärkten die Konkurrenz im Einzelhandel.
Im Bankgewerbe entstanden – neben den als preußische Landschaften bezeichneten älteren Instituten für Agrarkredite – moderne Hypothekenbanken zur Finanzierung von Immobilien. Immer bedeutender, nicht nur für Privatkunden, sondern auch für den regionalen Mittelstand, wurden die kommunalen Sparkassen oder Kreditgenossenschaften. Vor allem für die Industriefinanzierung wichtig waren die großen Kreditbanken. Hier entstanden in der zweiten Hälfte des 19. Jahrhunderts durch Zusammenschlüsse der ursprünglich typischerweise lokal organisierten Banken große als Aktiengesellschaft verfasste Bankengruppen, die hauptsächlich in Berlin und im Rheinland ansässig waren, beispielsweise die Deutsche Bank, die Direction der Disconto-Gesellschaft, die Dresdner Bank, die Darmstädter Bank für Handel und Industrie, die Berliner Handels-Gesellschaft sowie der Schaffhausen’sche Bankverein.

## Gesellschaft

### Bevölkerungsentwicklung

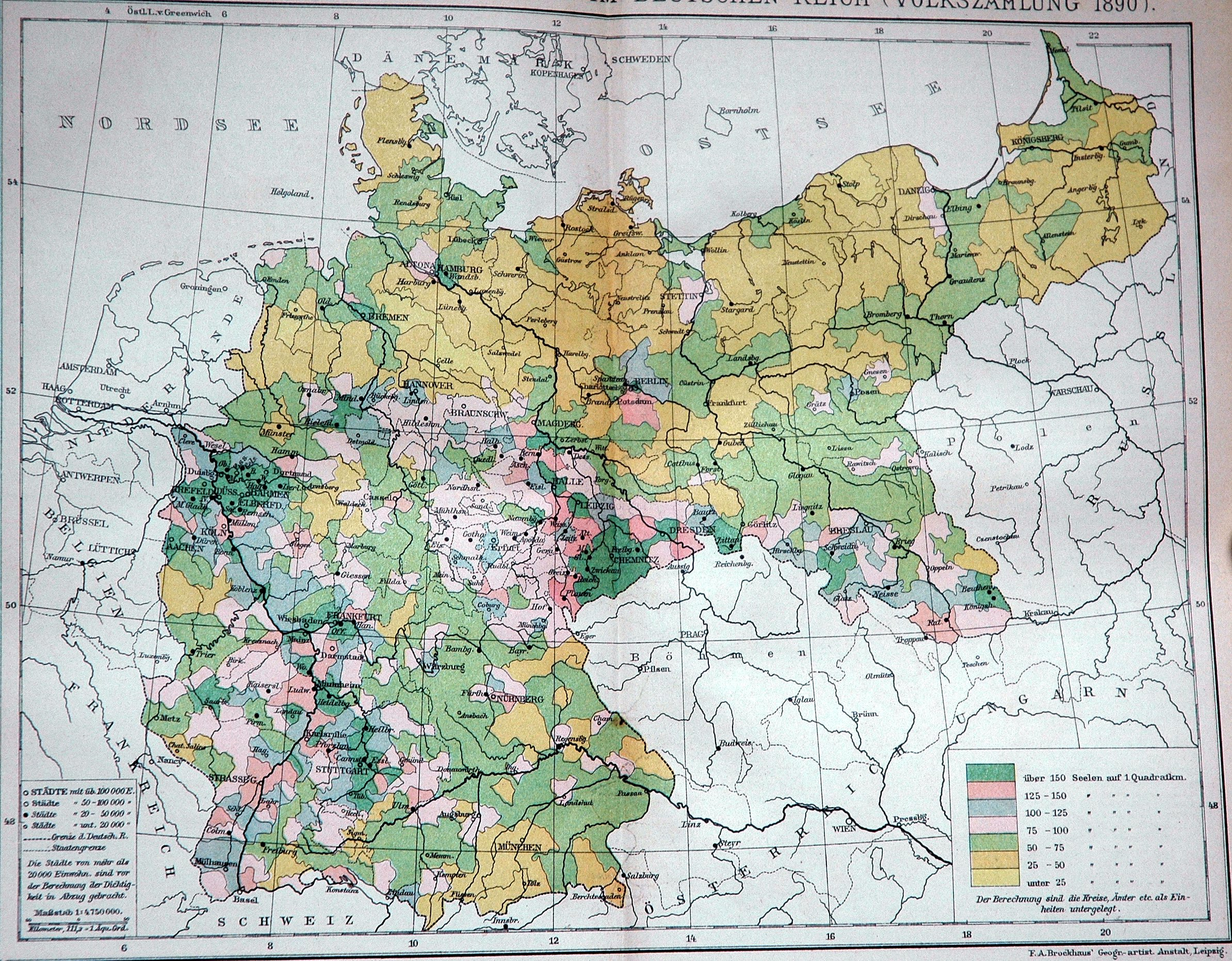
Karte Bevölkerungsdichte um 1890

Von 1871 bis 1917 wuchs die Bevölkerung im Deutschen Kaiserreich stark (siehe Tabelle). Ursachen dafür waren u. a. eine verbesserte Hygiene, Fortschritte in der Medizin und bessere Ernährung des Menschen (→ stark sinkende Kindersterblichkeit, sinkende Müttersterblichkeit).
| Datum ¹          | Fläche in km² | Einwohnerzahl | Einwohner je km² |
| ---------------- | ------------- | ------------- | ---------------- |
| 1. Dezember 1871 | 541.561       | 41.058.792    | 76               |
| 1. Dezember 1875 | 539.829       | 42.727.360    | 79               |
| 1. Dezember 1880 | 540.522       | 45.234.061    | 84               |
| 1. Dezember 1885 | 540.597       | 46.855.704    | 87               |
| 1. Dezember 1890 | 540.504       | 49.428.470    | 91               |
| 2. Dezember 1895 | 540.658       | 52.279.901    | 97               |
| 1. Dezember 1900 | 540.743       | 56.367.178    | 104              |
| 1. Dezember 1905 | 540.778       | 60.641.489    | 112              |
| 1. Dezember 1910 | 540.858       | 64.925.993    | 120              |
| 1. Dezember 1916 | 540.858       | 62.272.185    | 115              |
| 5. Dezember 1917 | 540.858       | 62.615.275    | 116              |
| 8. Oktober 1919  | 474.304       | 60.898.584    | 128              |
| 16. Juni 1925    | 468.718       | 62.410.619    | 133              |
| 16. Juni 1933    | 468.787       | 65.362.115    | 139              |

Wie schon in den vorangegangenen Industrialisierungsphasen wirkte sich die Entwicklung regional höchst unterschiedlich aus. Insgesamt lässt sich ein doppeltes Gefälle, einmal zwischen dem industrialisierten Westen, sowie Mitteldeutschland, und dem agrarischen Osten und zum anderen, mit einem ähnlichen Unterschied, zwischen Nord und Süd ausmachen. Vieles deutet darauf hin, dass die regionalen wirtschaftlichen Gegensätze in der Zeit der Hochindustrialisierung sogar noch zunahmen.
Trotz zwischenzeitlicher Depression wuchs die Bevölkerung im Deutschen Reich von 1873 bis 1895 geradezu sprunghaft von etwa 41 auf 52 Millionen an, obwohl in diesem Zeitraum noch einmal etwa 2 Millionen deutsche Staatsbürger auswanderten. Dass dieses enorme Wachstum nicht zu einer Krise wie dem vormärzlichen Pauperismus führte, lag in erster Linie daran, dass die Industrie bei allen Krisen weiter expandierte und neue Arbeitsplätze entstanden. Diese entstanden vor allem in den gewerblichen Ballungsgebieten und im städtischen Raum. Bis 1913 wuchs die Bevölkerungszahl noch einmal stark auf 67 Millionen an. Dadurch stieg die durchschnittliche Einwohnerzahl pro km² von 76 im Jahr 1871 auf 120 im Jahr 1910 an. Dabei bestanden von Region zu Region freilich erhebliche Unterschiede.

### Von der Aus- zur Binnenwanderung
Das Bevölkerungswachstum vollzog sich regional allerdings sehr unterschiedlich. Während in den Groß-, Industriestädten und Ballungsräumen die Bevölkerung deutlich zunahm, fiel das Wachstum in den agrarischen Gebieten des Reiches deutlich langsamer aus. Besonders stark war das Wachstum in den Großstädten Berlin, Hamburg und Bremen, den Industriegebieten der Provinzen Rheinland und Westfalen (insbesondere das Ruhrgebiet), aber auch in den mitteldeutschen und oberschlesischen Industriegebieten.

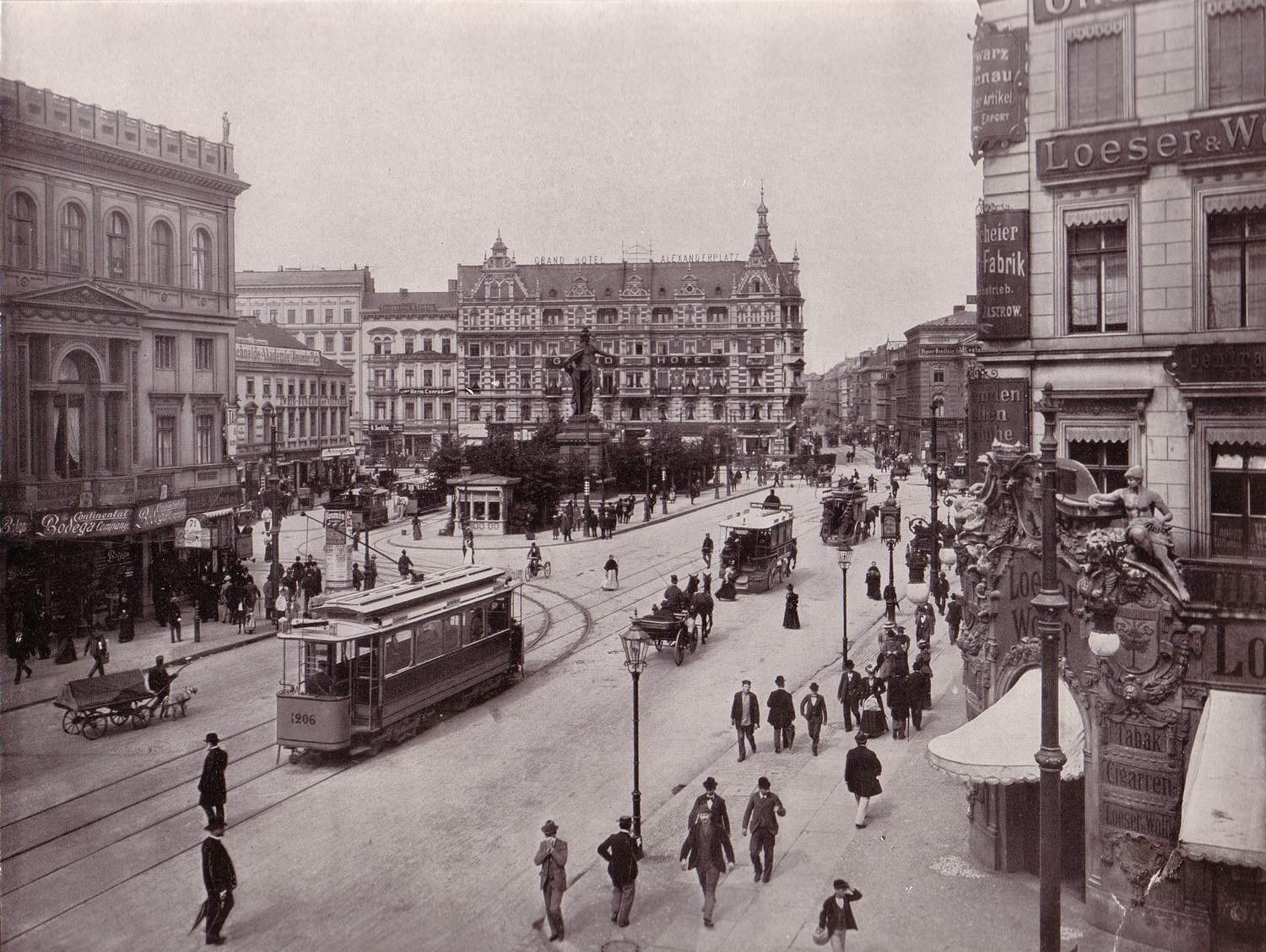
Berlin Alexanderplatz um 1903

Die Bevölkerungszunahme verstärkte den Bevölkerungsdruck, der seit dem Vormärz der Hauptmotor der Auswanderung nach Übersee geworden war. Die Auswanderung hielt auch in den ersten Jahrzehnten des Kaiserreichs an und erreichte in den 1880er und 1890er Jahren ihren zahlenmäßigen Höhepunkt.
Danach wurde sie abgelöst von der Binnenwanderung. Diese entwickelte sich zur „größten Massenbewegung der Deutschen Geschichte“ (Köllmann). Im Jahr 1907 wies die Reichsstatistik nach, dass bereits 48 % der Einwohner außerhalb ihres Geburtsortes lebten, d. h. jeder zweite Reichsbürger hatte in der ein oder anderen Weise an der innerdeutschen Wanderung teilgenommen, die in diesem Ausmaß im europäischen Vergleich ohne Beispiel ist. Bereits seit längerem wanderten Arbeitssuchende zunächst aus dem Umland der Industrieorte, dann aus dem Nahwanderungsbereich der agrarischen Nachbargebiete in die Städte ab. Für das Ruhrgebiet wird geschätzt, dass das Arbeitskräftepotential der umliegenden Regionen – etwa des Sauerlandes oder des Münsterlandes – bereits seit den 1870er Jahren erschöpft war. Seit den 1880er und verstärkt seit den 1890er Jahren trat verstärkt die Fernwanderung auf, d. h. die Migranten überschritten dabei Provinz- oder innerdeutsche Landesgrenzen. Besonders ausgeprägt war die Ost-West-Wanderung, also der Zug aus den östlichen preußischen Provinzen nach Berlin oder in die rheinisch-westfälischen Industriegebiete. Bis 1907 hatten 1,94 Millionen Menschen die ostelbischen Provinzen Ostpreußen, Westpreußen und Posen verlassen und rund 24 % der in diesen Provinzen Geborenen lebte zum Zeitpunkt der Volkszählung in anderen Teilen des Reiches. Von diesen waren etwa 400.000 im Ruhrgebiet und 360.000 in Berlin und Umgebung wohnhaft. Bis 1914 wanderten allein etwa 450.000 meist polnisch oder masurisch sprechende preußische Staatsbürger ins Ruhrgebiet. Die neue, aus west- und ostdeutschen Elementen zusammengesetzte Bevölkerung, unterschied sich in einigen Aspekten – wie etwa dem Ruhrdeutsch – von den umgebenden Gebieten.
Die Mehrheit der Fernwanderer waren Einzelwanderer, zumeist ledige jüngere Männer. In Bereich der Nahwanderung, also innerhalb einer Provinz, waren Frauen, die meist Arbeit als Dienstmädchen suchten, überdurchschnittlich stark vertreten. Später holten die ostdeutschen Zuwanderer nicht selten Frauen und andere Familienangehörige nach. Ausgeprägt war auch die Rückwanderung, etwa im Alter oder in Zeiten schlechter Konjunktur. In einigen Gebieten entwickelten sich Formen von regelmäßiger Saisonarbeit. So wanderten aus dem Sauerland jedes Jahr zahlreiche Bauhandwerker zum Arbeiten für einige Monate ins Ruhrgebiet und kehrten ebenso regelmäßig in den Wintermonaten wieder zurück. Mit der Einführung günstiger Arbeitertarife durch die Eisenbahn nahm auch die Pendelwanderung erheblich zu. Beide Formen einer temporären Migration machten eine dauerhafte Abwanderung unnötig und ermöglichten insbesondere den Besitzern kleiner unrentabler Höfe, ihren Besitz zu halten.

### Urbanisierung
Die Binnenwanderung entlastete zweifellos das Ausgangsgebiet und insgesamt trug die Bewegung zum Städtewachstum und zur Urbanisierung entscheidend bei. Im Großraum Berlin etwa betrug der Wanderungsgewinn in den Jahren 1890 bis 1900 etwa 323.000. Von 1900 bis 1910 lag er gar bei über 600.000.
Im rheinisch-westfälischen Industriegebiet sorgte vor allem die Zuwanderung zwischen 1850 und 1900 für eine Versiebenfachung der Bevölkerung. Um diese Zeit bestand etwa die Hälfte der Einwohner aus Zuwanderern und in den Hauptzielstädten wie Dortmund, Duisburg oder Essen waren weniger als die Hälfte der Bewohner auch dort geboren. Ein weiterer Aspekt der Mobilität war der massenhafte Umzug innerhalb der Städte und Industriegebiete. Nur wenige der Zuwanderer blieben länger als ein Jahr in der jeweiligen Stadt, ehe sie erneut weiterzogen, um anderswo eine besser bezahlte Arbeit zu finden. Die Folge war, dass das Wanderungsvolumen in den Industriestädten deutlich höher war als der Wanderungszuwachs aussagt. So nahm die Duisburger Bevölkerung in den 50 Jahren bis 1900 zwar um über 90.000 Einwohner zu, insgesamt verzeichneten die Einwohnermeldeämter in dieser Zeit aber über 710.000 An- und Abmeldungen. In Chemnitz standen zwischen 1900 und 1910 bei einem Bevölkerungswachstum um etwa 73.000 über 420.000 Zuzüge, 385.000 Wegzüge gegenüber. Nicht selten erreichte das Wanderungsvolumen das zehnfache der Wanderungsgewinne.
| Einwohner nach Gemeindegrößen (in %)                     | Einwohner nach Gemeindegrößen (in %) | Einwohner nach Gemeindegrößen (in %) | Einwohner nach Gemeindegrößen (in %) | Einwohner nach Gemeindegrößen (in %) | Einwohner nach Gemeindegrößen (in %) |
| Jahr                                                     | unter 2000                           | 2000–5000                            | 5000–20.000                          | 20.000–100.000                       | über 100.000                         |
| -------------------------------------------------------- | ------------------------------------ | ------------------------------------ | ------------------------------------ | ------------------------------------ | ------------------------------------ |
| 1871                                                     | 63,9                                 | 12,4                                 | 11,2                                 | 7,7                                  | 4,8                                  |
| 1885                                                     | 56,3                                 | 12,4                                 | 12,9                                 | 8,9                                  | 9,5                                  |
| 1900                                                     | 45,6                                 | 12,1                                 | 13,5                                 | 12,6                                 | 16,2                                 |
| 1910                                                     | 40,0                                 | 11,2                                 | 14,1                                 | 13,4                                 | 21,3                                 |
| Quelle: Sozialgeschichtliches Arbeitsbuch, Bd. 2, S. 32. |                                      |                                      |                                      |                                      |                                      |

Vor allem durch die Zuwanderungen beschleunigte sich das in der Jahrhundertmitte bereits begonnene Städtewachstum deutlich. Hatte es 1871 erst 75 Mittelstädte (mit 20.000 – 100.000 Einwohner) und 8 Großstädte (über 100.000 Einwohner) gegeben, waren es 1910 bereits 223 Mittel- und 48 Großstädte. Berlin wuchs in dieser Zeit von 826.000 auf 2.071.000 und Hamburg von 290.000 auf 931.000 Einwohner. Mehr als eine halbe Million Einwohner erreichten bis 1914 München und Leipzig mit jeweils fast 600.000 Einwohnern, Dresden mit etwa 550.000, sowie Köln und Breslau mit mehr als 510.000 Einwohnern. Ein extremes Beispiel für die Kraft der Industrie als „Städtebildner“ (Köllmann) war Gelsenkirchen, dessen Einwohnerschaft sich zwischen 1871 und 1910 auf etwa 170.000 Einwohner verzehnfacht hatte. Stark zugenommen hatten auch Duisburg, Dortmund, Essen oder Düsseldorf. Aber auch eine Stadt wie Kiel wuchs wegen des Ausbaus des Kriegshafens beträchtlich. Als einzige Textilstadt konnte Plauen noch ein hohes Wachstum für sich verbuchen, während Städte wie Elberfeld oder Barmen tendenziell zurückblieben. Mannheim profitierte von seinem Binnenhafen, Saarbrücken wuchs als Teil des Saarreviers und Nürnberg wegen seiner vielseitigen Industriestruktur.
Lebten 1871 noch 64 % der Bevölkerung in Gemeinden mit weniger als 2000 Einwohnern und nur 5 % in Großstädten mit mehr als 100.000 Einwohnern, kam es bereits 1890 zu einem Gleichstand zwischen Stadt- und Landbewohnern. Im Jahr 1910 lebten nur noch 40 % in Gemeinden mit weniger als 2000 Einwohnern (−24 %), in Großstädten 21,3 % (+16 %) und 27,4 % (+8,5 %) in Mittelstädten (5000-100.000 Einwohner).
Das am dichtesten besiedelte Gebiet war die Rheinprovinz und der westfälische Teil des Ruhrgebiets. In diesem rheinisch-westfälischen Industriegebiet lebten kurz vor dem Ersten Weltkrieg 75 % der Einwohner in städtischen Gemeinden, auch wenn diese den städtischen Rechtsstatus teilweise noch nicht erlangt hatten. Von der Stadtbevölkerung in diesem Gebiet lebte bereits die Hälfte in Großstädten. Auch das spätestens seit dem Beginn der Industrialisierung relativ stark bevölkerte Sachsen erlebte während des Kaiserreichs noch einmal einen Wachstumsschub und wies eine ähnliche Bevölkerungsdichte auf, wie die beiden preußischen Westprovinzen.
In den Großstädten, und vor allem den wuchernden neuen Städten des Ruhrgebiets, wurden die Neubauten vielfach auf Basis privater Spekulation zunächst oft wildwüchsig errichtet, ehe es Stadtverwaltungen und Kommunalpolitik gelang, strukturierend einzugreifen. Während des Kaiserreichs bildete sich eine bis heute nachwirkende Stadtstruktur heraus. Der Innenstadtbereich wurde zur repräsentativen City, daneben entstanden tendenziell klar unterscheidbare Wohn- und Geschäftsgebiete, bürgerliche Wohnviertel, Arbeiterquartiere, Industriegebiete und weitere städtische Funktionsgebiete. Jedoch war das Leben in der Stadt, trotz allem Fortschritts, gerade für die unteren und mittleren Einkommensschichten vor allem von Wohnungsnot gekennzeichnet. So führte der Mangel an Unterkunftsmöglichkeiten in den Industriegebieten zu einer Zunahme der Schlafgänger. Vor allem in Großstädten wie Berlin entstanden ganze Stadtviertel aus Mietskasernen. Dagegen entstanden vor allem im Bergbau Zechensiedlungen oder Werkswohnungen für die Stammbelegschaften. Unabhängig davon, auf welche Weise auf die Wohnungsnot reagiert wurde, war damit eine soziale Segregation verbunden. Während bürgerliche Wohnviertel in städtischer Gunstlage, weit entfernt etwa von dem Gestank der Industriebetriebe entstanden, lagen die Arbeiterviertel meist in Ungunstlagen.
Die Stadtentwicklung hatte dabei nicht nur eine quantitative, sondern auch eine qualitative Dimension. Die städtische und insbesondere die großstädtische Lebensweise unterschied sich um die Jahrhundertwende grundlegend von dem Leben in den Kleinstädten oder gar auf dem Land, wie etwa der Zeitgenosse Georg Simmel in seiner Pionierarbeit „Die Großstadt und das Geistesleben“ beschrieb.

### Soziale Gruppen
Ein Kennzeichen der Sozialstruktur des Kaiserreichs war, dass in der Gesellschaft zwar marktbedingte Klassen (vor allem die verschiedenen Arbeitnehmergruppen und das Wirtschaftsbürgertum) im Sinne von Max Weber auf dem Vormarsch waren, dass daneben aber weiterhin auch ständische Strukturen (Adel) existierten. Der zahlenmäßige Umfang lässt sich dabei nur schwer bestimmen. Auf Grundlage der zeitgenössischen Statistik hat bereits im Kaiserreich Gustav v. Schmoller eine immer wieder zitierte Schätzung vorgelegt, die allerdings von einigen modernen Forschern als etwas mittelstandslastig eingeschätzt wird (Ullmann). Ausweislich des statistischen Reichsamtes gab es 1895 12 Millionen Haushalte. Schmoller gibt an, dass zu der ihm so benannten „aristokratischen und vermögenden“ Spitze der Gesellschaft nur 250.000 Haushalte gehörten. Dazu zählten u. a. die größeren Grundbesitzer und Unternehmer, hohe Beamte, Ärzte und Rentiers. Zum „oberen Mittelstand“ (mittlere Grundbesitzer und Unternehmer, die meisten höheren Beamten, viele Mitglieder der freien Berufe) zählten 2,75 Millionen Haushalte. Etwa 3,75 Millionen Familien gehörten dem „unteren Mittelstand“ der Kleinbauern, Handwerker, Kleinhändler, mittleren Beamte (damals „Subalternbeamte“ genannt), Werkmeister und sogar die besser verdienenden Arbeiter an. Zu den „unteren Klassen“ zählten vor allem die Lohnarbeiter, die unteren Beamten (insbesondere die Betriebsbeamten von Bahn und Post), sowie ärmere Handwerker und Kleinbauern. Diese Gruppe macht etwa 5,25 Millionen Familien aus. Soziale Mobilität vollzog sich im Wesentlichen innerhalb der verschiedenen Schichten und nur selten wurden diese Grenzen überschritten. Wenn überhaupt, dann vollzog sich ein Aufstieg meist in einem verschiedene Generationen dauernden Wandel. Aber neben Klassen- und Schichtunterschieden wurde die Gesellschaft des Kaiserreichs durch weitere Trennlinien durchzogen. Dazu gehörte der Unterschied von Stadt und Land sowie die verschiedenen Konfessionen.

#### Adel
Der Adel stand auch um 1900 trotz Industrialisierung und Urbanisierung noch immer an der Spitze der Gesellschaft. Er wahrte weiterhin seine soziale Exklusivität und sein hohes Sozialprestige und grenzte sich deutlich gegenüber dem Großbürgertum ab. Allerdings verloren die landwirtschaftlichen ökonomischen Grundlagen des Adels an Bedeutung. Gleichwohl gelang es dem Adel seine starken Positionen in Staat, Verwaltung und Militär weitgehend zu bewahren. Zwar ging die Zahl der Adeligen im Staatsdienst zurück, aber je höher die Stellung, umso größer war auch der Anteil der adeligen Stelleninhaber.

#### Bürgertum und Mittelstand
Das Bürgertum war keine einheitliche Gruppe, sondern in sich vielfach differenziert. Die Zahl und Bedeutung der Wirtschaftsbürger nahm während des Kaiserreichs deutlich zu. Innerhalb dieser Gruppe begann sich ein Großbürgertum aus Industriellen, Bankiers und Großkaufleuten auszubilden, das eindeutig eine der Spitzen der Gesellschaft bildete. Das Bildungsbürgertum erfuhr durch die Akademisierung zahlreicher Berufe etwa der Architekten und Ingenieure zahlenmäßig eine quantitative Ausweitung, gleichzeitig hatte es mit dieser Entwicklung auch viel von seiner inneren Geschlossenheit, die auf einer ähnlichen Bildung und einem vergleichbaren Selbstverständnis beruhte, verloren. Neben einem alten Kleinbürgertum aus Handwerkern und Kleinhändlern entstand ein „Neuer Mittelstand“ aus Angestellten und kleinen bis mittleren Beamten. Bei allen Unterschieden war den höchst heterogenen Gruppen eine Abgrenzung gegenüber der wachsenden Zahl der Arbeiter gemeinsam.

#### Arbeiter
Die Zahl der Arbeiter in Gewerbe und Industrie verdoppelte sich allein zwischen 1882 und 1907 auf 8,6 Millionen. Dieser Zuwachs ging in erster Linie auf das Konto von Industrie und Bergbau. Noch immer aber war die Gruppe der Industriearbeiter nach innen sehr uneinheitlich. So war die Bezahlung von Frauen und älteren Arbeitern deutlich geringer, als die der jüngeren, männlichen Beschäftigten. Zwar lebte eine wachsende Zahl der Arbeiter in Großstädten, die Mehrzahl aber in Mittel- und Kleinstädten. Viele wohnten noch immer in Dörfern und blieben so ländlichen Wertvorstellungen und Verhaltensmustern verbunden. Große Unterschiede bestanden auch zwischen denjenigen, die an einem Ort ansässig waren und den Zuwanderern. Weiter differenziert wirkte die berufliche Tätigkeit und Qualifikation. Tendenziell ging die Zahl der Arbeiter mit einer Handwerksausbildung zurück, während die Gruppen der Un- und Angelernten wuchsen.

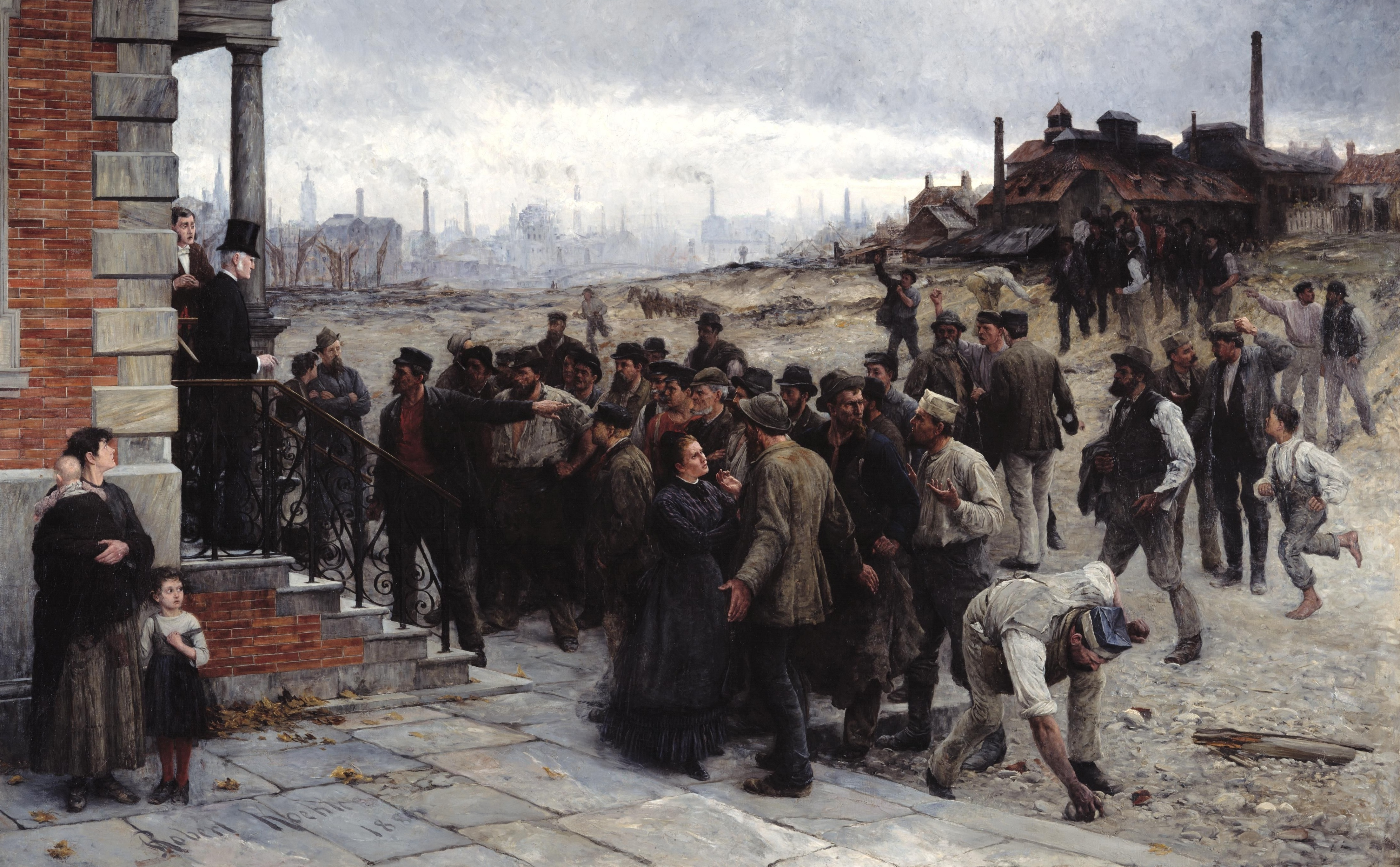
Der Streik (Gemälde von Robert Koehler 1886)

Gemeinsam waren ihnen allerdings die noch immer langen Arbeitszeiten, obwohl diese bis 1914 auf 55 Wochenstunden absanken. Die Arbeit selbst intensivierte sich und wurde stärker kontrolliert, sie blieb meist Handarbeit und war nicht selten gesundheitsgefährdend. Es handelte sich in den meisten Fällen auch um körperlich anstrengende Arbeit. Vor allem in den Großbetrieben gab es strikte Hierarchien und Arbeitsordnungen. Diese machten den Herrschaftsanspruch der Unternehmer deutlich.
Konjunkturbereinigt stiegen die Reallöhne während des Kaiserreichs deutlich an und verbesserten die Lebensbedingungen, ohne dass damit eine gesicherte Existenz verbunden war. Vor allem in den Städten schuf das Zusammenleben in den Arbeiterquartieren ein Gefühl der Zusammengehörigkeit, zu dem auch die Arbeiterorganisationen beitrugen. Während des Kaiserreichs entwickelte sich mit der Arbeiterkultur eine von der bürgerlichen Welt abgesonderte Subkultur, die aber doch auf die bürgerliche Kultur bezogen blieb.

#### Ländliche Bevölkerung
Die Industrialisierung hatte auch Einfluss auf die ländliche Gesellschaft. In industrienahen Gebieten konnten Kleinbauern etwa als Pendler ihren Grundbesitz behaupten. Durch Saisonarbeit versuchten auch die Besitzer in industriefernen Regionen ihre Landwirtschaft zu bewahren, viele von ihnen waren aber zu dauernder Abwanderung gezwungen. Die Zahl der Landarbeiter ging sowohl prozentual wie auch absolut zurück. Die Gründe waren nicht nur die Abwanderung in die Städte, sondern auch veränderte Anbaumethoden.

## Gewerkschaften und wirtschaftliche Interessenverbände
Ein Kennzeichen der Epoche war die Entstehung und Verbreitung von Interessenverbänden.
Besonders erfolgreich organisierte der Bund der Landwirte auch mit nationalen und antisemitischen Tendenzen Landwirte aus dem ganzen Reich, wobei die Führung jedoch stets bei den ostelbischen Agrariern lag. Er stützte sich dabei auf eine gut ausgebaute Organisation mit Millionen von Mitgliedern. Der Unterstützung des Bundes verdankten eine große Zahl von Reichs- und Landtagsabgeordneten ihr Mandat. Diese waren daher auch inhaltlich dem BdL verpflichtet. Weniger erfolgreich in dieser Hinsicht waren die Industriellenverbände wie der Centralverband deutscher Industrieller. Aber auch diesem gelang es, durch eine erfolgreiche Lobbyarbeit im Hintergrund etwa in der Schutzzollfrage die Politik zu beeinflussen. Mit den großen Industrieverbänden CdI und dem Bund der Industriellen verbunden waren die vor allem seit den 1890er Jahren entstehenden Arbeitgeberverbände (Hauptstelle der deutschen Arbeitgeberverbände, Verein deutscher Arbeitgeberverbände), die sich vor allem gegen die Mitspracheansprüche der Gewerkschaften richteten. Neben den großen Interessenverbänden gab es zahlreiche weitere wirtschaftlich orientierte Organisationen. Allein im Bereich Industrie, Handwerk, Handel und Gewerbe existierten 1907 500 Verbände mit rund 2000 angeschlossenen Organisationen.
Ein Aspekt der Verknüpfung von Politik und Interessenvertretung war die Entstehung von Richtungsgewerkschaften. Träger waren der (linke) Liberalismus, das katholische Milieu und die Sozialdemokratie. Dabei hatten die sogenannten freien Gewerkschaften im Umfeld der SPD nach dem Ende des Sozialistengesetzes die meisten Mitgliederzahlen. In wichtigen Industriegebieten, wie dem Ruhrgebiet, waren die christlichen Gewerkschaften teilweise aber ebenso stark oder sogar stärker. Hinzu kamen in diesem Gebiet nach der Jahrhundertwende auch Organisationen der polnischsprechenden Bergarbeiter, so dass die nichtsozialistischen Gewerkschaften auch insgesamt sehr bedeutend waren.

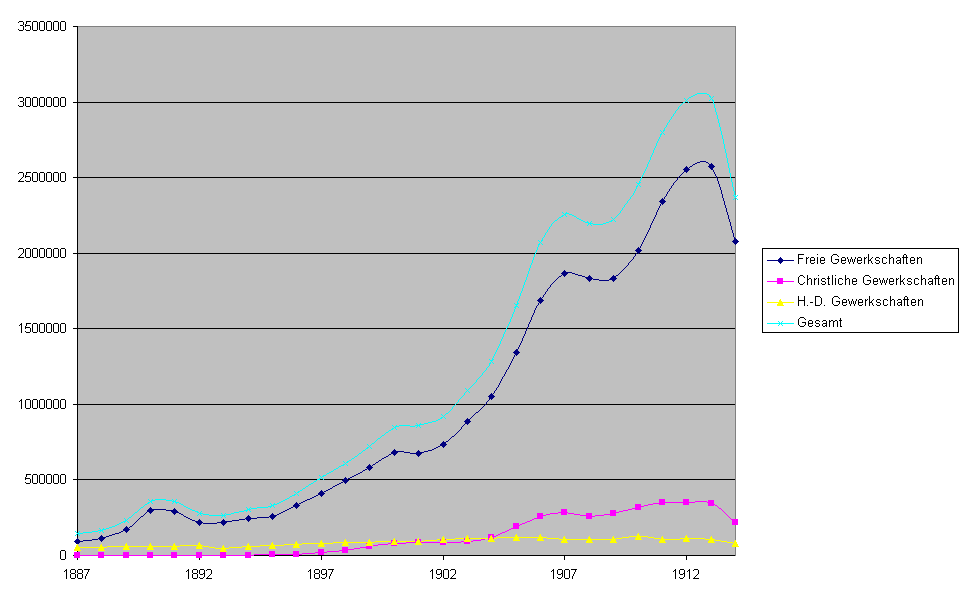
Entwicklung der Richtungsgewerkschaften in Deutschland 1887–1914

Besonders schwer tat sich der linke Flügel des Liberalismus mit dieser neuen Form der Politik. Zwar bestanden seit den 1860er Jahren mit den Hirsch-Dunckerschen Gewerkvereinen liberal ausgerichtete Gewerkschaften, ihr Mobilisierungserfolg blieb allerdings vergleichsweise gering. Im Bereich des katholischen Milieus war die Entwicklung differenziert. Das Zentrum blieb weitgehend Honoratiorenpartei und entwickelte sich nicht zu einer modernen Mitgliederpartei weiter. Vor allem in den agrarischen Teilen des katholischen Deutschland banden vor allem die Pfarrer, die Kirche sowie die traditionellen gemeindenahen Vereine die Menschen an das Milieu. In den Industriegebieten und Städten dagegen entwickelten sich zur Integration der katholischen Arbeiterbevölkerung mit dem Volksverein für das katholische Deutschland und den christlichen Gewerkschaften Organisationen mit Millionen von Mitgliedern.

## Beginn des Interventions- und Sozialstaates
Die Ausbildung des modernen Interventions- und Sozialstaates war eine Reaktion auf die Folgen der Industrialisierung. Während der Staat in der ersten Jahrhunderthälfte unter liberalen Vorzeichen seine direkten Eingriffe in Wirtschaft und Gesellschaft deutlich zurückgefahren hatte, änderte sich dies während des Kaiserreichs deutlich. Eine konkrete Ursache waren die sozialen Folgen der Gründerkrise, hinzu kam als struktureller Grund die Fundamentalpolitisierung. Durch sie wurden soziale Konflikte politisiert, wurden Teil des politischen Diskurses und mussten letztlich politisch gelöst werden.
Das Instrument war zunächst einmal ein ausgeweiteter und sich stark differenzierender bürokratischer Apparat. Neben der Hoheits- wuchs vor allem die Leistungsverwaltung auf staatlicher vor allem aber auf kommunaler Ebene deutlich an.
Gestützt auf Polizei und Bürokratie widmete sich der Staat vor allem vier Gebieten: Finanz-, Währungs-, Wirtschafts- und Sozialpolitik.
Eine direkte Reaktion auf die soziale Frage, die sich mit dem Anstieg der Arbeiterzahlen während des Kaiserreichs noch einmal verschärfte, war die Sozialpolitik. Diese war anfangs vor allem eine kommunale Angelegenheit im Rahmen der Armenpflege (später Armenfürsorge genannt). Dabei verschob sich durch die Wanderungsbewegungen die Zuständigkeit von der Herkunfts- auf die Wohngemeinde. Sie orientierte sich dabei meist am so genannten Elberfelder System (Kennzeichen: Dezentralisierung der Verwaltung, Ehrenamtlichkeit der Armenpfleger und dem Versuch Hilfe zur Selbsthilfe zu leisten). Allerdings begannen die Großstädte diese Arbeit zu bürokratisieren und mit hauptamtlichen Personal (oft Frauen) zu betreiben. Mit der Urbanisierung traten daneben neue kommunale Aufgaben etwa Organisation von Notstandsarbeiten, Arbeitsnachweise aber auch Kinder-, Jugend- und Gesundheitsfürsorge. Insgesamt übernahmen die Städte einen beträchtlichen Teil der Daseinsvorsorge und traten als Akteure stärker neben den verschiedenen Wohlfahrtsorganisationen in Erscheinung.

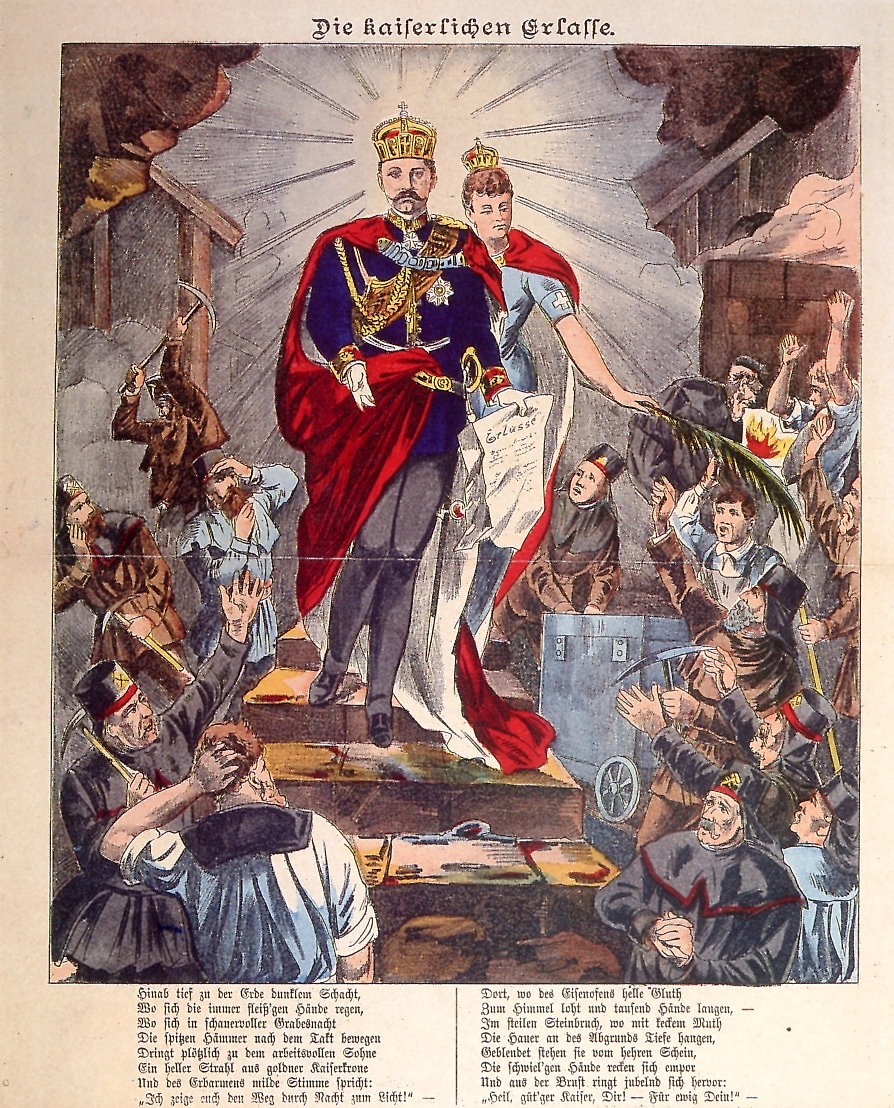
Die Februarerlasse. Idealisierte Darstellung Wilhelm II. (Neuruppiner Bilderbogen von 1890)

Anders strukturiert und ausgerichtet war die gesamtstaatliche Sozialpolitik. Diese konzentrierte sich mit der Sozialversicherung, dem Arbeitsschutz und dem Arbeitsrecht vor allem auf die „Arbeiterfrage.“ Wie diese Lösung aussehen sollte und welche Rolle der Staat dabei einnehmen sollte, war allerdings umstritten. Zu Beginn der Diskussionen überwogen die Meinungen vor allem aus dem Umfeld des Liberalismus, die auf gesellschaftliche Lösungen und nicht zuletzt auf die Selbsthilfe der Arbeiter selbst setzen. Im gebildeten Bürgertum, vor allem unter den als Kathedersozialisten bezeichneten Mitgliedern des Vereins für Socialpolitik, gab es allerdings deutliche Forderungen nach einem stärkeren staatlichen Engagement. Die lange von den Liberalen gestützte Regierung Bismarcks war in dieser Frage zunächst uneinig, entschied sich aber schließlich für eine staatliche Lösung. Dabei spielte nicht nur die Skepsis gegenüber der Wirksamkeit der liberalen Rezepte eine Rolle. Ein nicht zu unterschätzender Aspekt war, dass aus der Sozialpolitik, insbesondere aus dem Projekt der Sozialversicherung, politisches Kapital geschlagen werden konnte. Die staatliche Umverteilungspolitik sollte die Arbeiter an den Staat binden und war gewissermaßen das positive Gegenstück zum repressiven Sozialistengesetz. Nach einer teils jahrelangen Diskussion über Einzelheiten wurde 1883 die Krankenversicherung-, 1884 die Unfallversicherung- und als Abschluss die Invaliditäts- und Altersversicherung in Kraft gesetzt. Diese waren nicht allein „Bismarcks Sozialversicherung“, sondern zahlreiche Organisationen, Parteien und Teile der Bürokratie haben die ursprünglichen Vorstellungen stark modifiziert. Merkmale der Sozialversicherungen waren ihre obligatorische Geltung für einen Großteil der Arbeiterschaft, ihre öffentlich-rechtliche Organisation und das Selbstverwaltungsrecht der Versicherten. Leistungen bemaßen sich nicht primär an der Bedürftigkeit (wie bei der Armenfürsorge), sondern an den Beitragszahlungen. In den folgenden Jahren wurde das Erreichte modifiziert und 1911 in der Reichsversicherungsordnung kodifiziert. Im selben Jahr wurde für die Angestellten eine besondere Versicherung für Invalidität und Alter mit besseren Konditionen eingeführt, die dazu beitrug, die soziale Trennung zwischen Arbeitern und Angestellten zu vertiefen. Die Sozialversicherung linderte zwar die soziale Not, aber insbesondere wegen der recht niedrigen Leistungen konnte sie diese nicht beheben. Außerdem fehlte mit der Arbeitslosenversicherung ein wichtiger Baustein des ganzen Systems. Am wirkungslosesten erwies sich die Hoffnung, über die Sozialversicherung die Arbeiter von der sozialdemokratischen Bewegung fernzuhalten.